# Associazione Calcio Reggiana 1991-1992
Questa voce raccoglie le informazioni riguardanti l'Associazione Calcio Reggiana nelle competizioni ufficiali della stagione 1991-1992.

## La stagione
La società punta decisamente alla promozione con il confermato Pippo Marchioro in panchina. In Coppa Italia la Reggiana elimina nel primo turno il Cosenza (1-0) al Mirabello e (2-2) in Calabria, poi cede nel secondo turno al Napoli (1-0) al San Paolo e (0-0) al Mirabello, nei partenopei c'è l'ex Silenzi, ma manca la star Armando Maradona. Fabrizio Ravanelli resta, ma a novembre la Juventus lo lusinga, la società lo trattiene ma le sue prestazioni non sono sempre all'altezza. Arrivano il centrocampista Davide Zannoni dal Parma, il terzino Marco Monti dalla Lazio, il mediano Eugenio Sgarbossa dal Monopoli, l'esterno d'attacco Alessandro Bertoni, un ex arrivato dalla Lazio, la mezzala Beppe Scienza dalla Reggina e Totò De Falco, già bandiera della Triestina.
Se ne vanno il mediano Luigi De Agostini al Napoli e Stefano Melchiori alla Lazio. Christian Lantignotti e Marco Ferrante tornano alle società di competenza Pisa e Cesena. La Reggiana inizia il campionato con quattro vittorie consecutive, poi un rallentamento. Dopo le vittorie esterne di Bologna (0-2) il 10 novembre del 1991 con due gol di Ravanelli e di Lecce (0-1) il 12 gennaio del 1992 ancora con gol di Ravanelli, ritrova il vertice della classifica. A quattro giornate dal termine è ancora in corsa per la promozione, ma la doppia sconfitta interna con Piacenza e Pescara vanifica il tutto. I granata chiudono il torneo al settimo posto con 38 punti.

## Divise e sponsor
| Prima divisa |

## Rosa
| N. |                   | Ruolo | Calciatore           |
| -- | ----------------- | ----- | -------------------- |
|    | Italia (bandiera) | D     | Simone Airoldi       |
|    | Italia (bandiera) | D     | Luca Altomare        |
|    | Italia (bandiera) | A     | Alessandro Bertoni   |
|    | Italia (bandiera) | D     | Alfonso Bertozzi     |
|    | Italia (bandiera) | P     | Stefano Ciucci       |
|    | Italia (bandiera) | A     | Franco De Falco      |
|    | Italia (bandiera) | C     | Walter De Vecchi     |
|    | Italia (bandiera) | C     | Loris Dominissini    |
|    | Italia (bandiera) | P     | Nico Facciolo        |
|    | Italia (bandiera) | D     | Gianluca Francesconi |

| N. |                   | Ruolo | Calciatore           |
| -- | ----------------- | ----- | -------------------- |
|    | Italia (bandiera) | C     | Michelangelo Galasso |
|    | Italia (bandiera) | A     | Marco Marzi          |
|    | Italia (bandiera) | D     | Marco Monti          |
|    | Italia (bandiera) | A     | Dario Morello        |
|    | Italia (bandiera) | D     | Massimo Paganin      |
|    | Italia (bandiera) | A     | Fabrizio Ravanelli   |
|    | Italia (bandiera) | C     | Giuseppe Scienza     |
|    | Italia (bandiera) | C     | Eugenio Sgarbossa    |
|    | Italia (bandiera) | C     | Davide Zannoni       |
|    | Italia (bandiera) | C     | Michele Zanutta      |

## Risultati

### Serie B

#### Girone di andata
| Arbitro: | Conocchiari (Macerata) |

|                                        |           |          |
| Zanutta 27’ Zannoni 43’ D. Morello 46’ | Marcatori | 76’ Muro |

| Arbitro: | Rodomonti (Teramo) |

|  |           |                |
|  | Marcatori | 90’ M. Paganin |

| Arbitro: | Brignoccoli (Ancona) |

|             |           |  |
| Zannoni 89’ | Marcatori |  |

| Arbitro: | Fucci (Salerno) |

|              |           |                                        |
| Simonini 45’ | Marcatori | 12’, 40’ D. Morello 76’ (rig.) Zannoni |

| Reggio Emilia 29 settembre 1991 5ª giornata | Reggiana        | 0 – 0 | Cesena | Stadio Mirabello\| Arbitro: \| Guidi (Bologna) \| |
| Arbitro:                                    | Guidi (Bologna) |       |        |                                                   |

| Arbitro: | Bazzoli (Merano) |

|                             |           |                    |
| Cuicchi 41’ Bertuccelli 61’ | Marcatori | 63’ (aut.) Ramponi |

| Reggio Emilia 13 ottobre 1991 7ª giornata | Reggiana        | 0 – 0 | Cosenza | Stadio Mirabello\| Arbitro: \| Dinelli (Lucca) \| |
| Arbitro:                                  | Dinelli (Lucca) |       |         |                                                   |

| Arbitro: | Lanese (Messina) |

|                                          |           |               |
| Ravanelli 51’ A. Bertoni 66’ Scienza 67’ | Marcatori | 18’ Provitali |

| Arbitro: | Boemo (Cervignano del Friuli) |

|                                     |           |  |
| Bertarelli 23’ Sgarbossa 26’ (aut.) | Marcatori |  |

| Reggio Emilia 3 novembre 1991 10ª giornata | Reggiana           | 0 – 0 | Brescia | Stadio Mirabello\| Arbitro: \| Stafoggia (Pesaro) \| |
| Arbitro:                                   | Stafoggia (Pesaro) |       |         |                                                      |

| Arbitro: | Scaramuzza (Mestre) |

|  |           |                    |
|  | Marcatori | 61’, 70’ Ravanelli |

| Arbitro: | Rosica (Roma) |

|                |           |                   |
| D. Morello 46’ | Marcatori | 40’ Franceschetti |

| Arbitro: | Beschin (Legnago) |

|                 |           |  |
| Balbo 8’ (rig.) | Marcatori |  |

| Arbitro: | Rodomonti (Teramo) |

|                |           |  |
| D. Morello 64’ | Marcatori |  |

| Arbitro: | Luci (Firenze) |

|                   |           |  |
| De Vitis 68’, 84’ | Marcatori |  |

| Arbitro: | Sguizzato (Verona) |

|           |           |              |
| Gelsi 11’ | Marcatori | 56’ De Falco |

| Arbitro: | Scaramuzza (Mestre) |

|                                       |           |             |
| Zannoni 32’ Scienza 68’ Ravanelli 76’ | Marcatori | 61’ Rizzolo |

| Arbitro: | Rosica (Roma) |

|  |           |               |
|  | Marcatori | 21’ Ravanelli |

| Arbitro: | Cardona (Milano) |

|                |           |              |
| D. Morello 75’ | Marcatori | 52’ Ferrante |

#### Girone di ritorno
| Arbitro: | De Angelis (Civitavecchia) |

|                         |           |  |
| Turrini 57’ Lorenzo 69’ | Marcatori |  |

| Reggio Emilia 2 febbraio 1992 21ª giornata | Reggiana                      | 0 – 0 | Casertana | Stadio Mirabello\| Arbitro: \| Boemo (Cervignano del Friuli) \| |
| Arbitro:                                   | Boemo (Cervignano del Friuli) |       |           |                                                                 |

| Arbitro: | Merlino (Torre del Greco) |

|  |           |                |
|  | Marcatori | 34’ D. Morello |

| Arbitro: | D'Elia (Salerno) |

|  |           |                   |
|  | Marcatori | 46’, 56’ P. Poggi |

| Arbitro: | Boggi (Salerno) |

|                |           |             |
| Pannitteri 83’ | Marcatori | 32’ Scienza |

| Arbitro: | Chiesa (Milano) |

|                            |           |                           |
| D. Morello 62’ Scienza 92’ | Marcatori | 15’ Bonaldi 38’ Battaglia |

| Cosenza 15 marzo 1992 26ª giornata | Cosenza         | 0 – 0 | Reggiana | Stadio San Vito\| Arbitro: \| Bettin (Padova) \| |
| Arbitro:                           | Bettin (Padova) |       |          |                                                  |

| Modena 22 marzo 1992 27ª giornata | Modena              | 0 – 0 | Reggiana | Stadio Alberto Braglia\| Arbitro: \| Ceccarini (Livorno) \| |
| Arbitro:                          | Ceccarini (Livorno) |       |          |                                                             |

| Arbitro: | Nicchi (Arezzo) |

|              |           |               |
| De Falco 54’ | Marcatori | 30’ Carruezzo |

| Arbitro: | Cesari (Genova) |

|                             |           |               |
| Ganz 27’ (rig.) Luzardi 67’ | Marcatori | 31’ Ravanelli |

| Arbitro: | Beschin (Legnago) |

|                               |           |                           |
| A. Bertoni 28’ D. Morello 47’ | Marcatori | 4’, 65’ (rig.) Incocciati |

| Arbitro: | Pairetto (Nichelino) |

|  |           |               |
|  | Marcatori | 36’ Ravanelli |

| Reggio Emilia 3 maggio 1992 32ª giornata | Reggiana       | 0 – 0 | Udinese | Stadio Mirabello\| Arbitro: \| luci (Firenze) \| |
| Arbitro:                                 | luci (Firenze) |       |         |                                                  |

| Arbitro: | Bazzoli (Merano) |

|            |           |             |
| Protti 37’ | Marcatori | 55’ Zannoni |

| Arbitro: | Nicchi (Arezzo) |

|  |           |             |
|  | Marcatori | 14’ Piovani |

| Arbitro: | Lanese (Messina) |

|               |           |                     |
| Ravanelli 43’ | Marcatori | 7’ Bivi 41’ Massara |

| Arbitro: | Stafoggia (Pesaro) |

|                 |           |  |
| P. Bresciani 1’ | Marcatori |  |

| Reggio Emilia 7 giugno 1992 37ª giornata | Reggiana             | 0 – 0 | Lecce | Stadio Mirabello\| Arbitro: \| Trentalange (Torino) \| |
| Arbitro:                                 | Trentalange (Torino) |       |       |                                                        |

| Arbitro: | Conocchiari (Macerata) |

|               |           |  |
| Scarafoni 25’ | Marcatori |  |

### Coppa Italia
| Arbitro: | Rodomonti (Teramo) |

|               |           |  |
| Ravanelli 68’ | Marcatori |  |

| Arbitro: | Quartuccio (Torre Annunziata) |

|                   |           |                    |
| Biagioni 46’, 58’ | Marcatori | 53’, 89’ Ravanelli |

| Arbitro: | Dinelli (Lucca) |

|            |           |  |
| Careca 76’ | Marcatori |  |

| Reggio Emilia 4 settembre 1991 2º turno - Ritorno | Reggiana             | 0 – 0 | Napoli | Stadio Mirabello\| Arbitro: \| Trentalange (Torino) \| |
| Arbitro:                                          | Trentalange (Torino) |       |        |                                                        |

## Statistiche

### Statistiche di squadra
| Competizione | Punti | In casa | In casa | In casa | In casa | In casa | In casa | In trasferta | In trasferta | In trasferta | In trasferta | In trasferta | In trasferta | Totale | Totale | Totale | Totale | Totale | Totale | DR |
| Competizione | Punti | G       | V       | N       | P       | Gf      | Gs      | G            | V            | N            | P            | Gf           | Gs           | G      | V      | N      | P      | Gf     | Gs     | DR |
| ------------ | ----- | ------- | ------- | ------- | ------- | ------- | ------- | ------------ | ------------ | ------------ | ------------ | ------------ | ------------ | ------ | ------ | ------ | ------ | ------ | ------ | -- |
| Serie B      | 38    | 19      | 5       | 11      | 3       | 19      | 15      | 19           | 6            | 5            | 8            | 14           | 17           | 38     | 11     | 16     | 11     | 33     | 32     | +1 |
| Coppa Italia |       | 2       | 1       | 1       | 0       | 1       | 0       | 2            | 0            | 1            | 1            | 2            | 3            | 4      | 1      | 2      | 1      | 3      | 3      | 0  |
| Totale       |       | 21      | 6       | 12      | 3       | 20      | 15      | 21           | 6            | 6            | 9            | 16           | 20           | 42     | 12     | 18     | 12     | 36     | 35     | +1 |

### Statistiche dei giocatori
| Giocatore      | Serie B  | Serie B | Serie B     | Serie B    | Coppa Italia | Coppa Italia | Coppa Italia | Coppa Italia | Totale   | Totale | Totale      | Totale     |
| Giocatore      | Presenze | Reti    | Ammonizioni | Espulsioni | Presenze     | Reti         | Ammonizioni  | Espulsioni   | Presenze | Reti   | Ammonizioni | Espulsioni |
| -------------- | -------- | ------- | ----------- | ---------- | ------------ | ------------ | ------------ | ------------ | -------- | ------ | ----------- | ---------- |
| S. Airoldi     | 3        | 0       | ?           | ?          | -            | -            | -            | -            | 3        | 0      | 0+          | 0+         |
| L. Altomare    | 10       | 0       | ?           | ?          | 2            | 0            | ?            | ?            | 12       | 0      | ?           | ?          |
| A. Bertoni     | 35       | 2       | ?           | ?          | 4            | 0            | ?            | ?            | 39       | 2      | ?           | ?          |
| A. Bertozzi    | 11       | 0       | ?           | ?          | -            | -            | -            | -            | 11       | 0      | 0+          | 0+         |
| S. Ciucci      | 17       | -13     | ?           | ?          | -            | -            | -            | -            | 17       | -13    | 0+          | 0+         |
| F. De Falco    | 29       | 2       | ?           | ?          | 2            | 0            | ?            | ?            | 31       | 2      | ?           | ?          |
| W. De Vecchi   | 28       | 0       | ?           | ?          | 4            | 0            | ?            | ?            | 32       | 0      | ?           | ?          |
| L. Dominissini | 16       | 0       | ?           | ?          | 3            | 0            | ?            | ?            | 19       | 0      | ?           | ?          |
| N. Facciolo    | 21       | -19     | ?           | ?          | 4            | -3           | ?            | ?            | 25       | -22    | ?           | ?          |
| G. Francesconi | 13       | 0       | ?           | ?          | -            | -            | -            | -            | 13       | 0      | 0+          | 0+         |
| M. Galasso     | 2        | 0       | ?           | ?          | -            | -            | -            | -            | 2        | 0      | 0+          | 0+         |
| M. Marzi       | 2        | 0       | ?           | ?          | -            | -            | -            | -            | 2        | 0      | 0+          | 0+         |
| M. Monti       | 35       | 0       | ?           | ?          | 4            | 0            | ?            | ?            | 39       | 0      | ?           | ?          |
| D. Morello     | 35       | 9       | ?           | ?          | 4            | 0            | ?            | ?            | 39       | 9      | ?           | ?          |
| M. Paganin     | 36       | 1       | ?           | ?          | 4            | 0            | ?            | ?            | 40       | 1      | ?           | ?          |
| F. Ravanelli   | 32       | 8       | ?           | ?          | 3            | 3            | ?            | ?            | 35       | 11     | ?           | ?          |
| G. Scienza     | 37       | 4       | ?           | ?          | 4            | 0            | ?            | ?            | 41       | 4      | ?           | ?          |
| E. Sgarbossa   | 28       | 0       | ?           | ?          | 2            | 0            | ?            | ?            | 30       | 0      | ?           | ?          |
| D. Zannoni     | 37       | 5       | ?           | ?          | 4            | 0            | ?            | ?            | 41       | 5      | ?           | ?          |
| M. Zanutta     | 35       | 1       | ?           | ?          | 4            | 0            | ?            | ?            | 39       | 1      | ?           | ?          |